# Marjolijn Verspoor
Marjolijn Verspoor (Leiden, 11 maart 1952) is een Nederlandse taalkundige en hoogleraar Engelse taal en Engels als tweede taal aan de Universiteit van Groningen. Ze staat bekend om haar werk over complexe dynamische systeemtheorie en de toepassing van dynamische systeemtheorie om de tweede taalverwerving te bestuderen. Ze is een van de leden van de "Dutch School of Dynamic Systems" die heeft voorgesteld om tijdreeksgegevens toe te passen om de tweede taalontwikkeling te bestuderen samen met Kees de Bot, Paul van Geert en Wander Lowie.

## Levensloop
Verspoor begon haar academische loopbaan in de Amerikaanse universitaire wereld in de jaren 1970. Later in 1990 promoveerde ze aan de Universiteit Leiden op het proefschrift  Semantic Criteria in Complement Selection.
Verschoor was in 1973 begonnen aan de Louisiana State University als onderzoeks- en onderwijsassistent Duits aan de faculteit Duits. Drie jaar later verhuisde ze naar de University of Louisiana at Monroe, waar ze aan de slag ging als instructeur Duits, Frans en Engels als tweede taal. In 1989 werd ze assistent-professor aan het Departement Engels van de Universiteit van Missouri. 
In 1991 keerde ze terug naar Nederland naar de Rijksuniversiteit Groningen. Na drie jaar als instructeur Engels werd ze in 1994 universitair docent en later hoogleraar.  